# 王大空
王大空（1920年11月22日—1991年7月30日），江蘇泰興人，作家、新聞工作者，曾任臺灣電視公司顧問、國語日報社副總編輯/社長、中國廣播公司節目部主任/新聞部主任。

## 生平
民國9年(1920)出生於北京。齊魯大學政治經濟系畢業。前往印第安納大學、西拉寇斯大學深造。回國擔任翻譯官、記者等職。
民國38年(1949)遷台。進入中國廣播公司擔任國內廣播部主任(副主任張繼高)、新聞部主任、首任節目部主任。由於說話幽默、言詞犀利，與何凡、孫如綾、王藍合稱為「臺北四大名嘴」。後離開中廣，任教於輔仁大學、中國文化大學、政治大學等校。1984年在台視八點檔連續劇《一千個春天》客串飾演中央社主任。
民國80年(1991)獲得第26屆金鐘獎特別貢獻獎。同年病逝於臺北，享年70歳。

## 文學風格
王大空創作以散文為主，出版四本散文集皆以「笨鳥」為名（後九歌出版社重編並出版《笨鳥滿天飛》，總計5本）。他每篇作品，無論長短，文風輕鬆有趣，實話實說，擅長從小事中引出社會萬象，觀察深刻，以犀利語言批判社會弊端，且蘊含哲理。

## 作品[6]
- 《笨鳥慢飛》九歌出版社 1979年3月
- 《笨鳥再飛》九歌出版社 1982年8月
- 《笨鳥飛歌》九歌出版社 1987年1月
- 《鳥不單飛》九歌出版社 1991年1月
- 《笨鳥滿天飛》九歌出版社 2004年7月
- 曾為李抱忱《人生如蜜》作詞[7]。